# Кубок РСФСР по хоккею с шайбой 1971
Девятый розыгрыш Кубка РСФСР по хоккею с шайбой был проведён только среди команд, оспаривающих звание чемпиона РСФСР – российских участников второй группы класса «А». Две команды не сыграли в турнире. Полуфиналисты получали право сыграть в кубке СССР следующего сезона.
Турнир прошёл раздельно для команд западной и восточной зон группы. Как и в прошлом сезоне, соревнования не вместились в один сезон (один из полуфиналов и финал сыграли уже в следующем). В решающем матче встретились победитель и бронзовый призёр чемпионата, где чемпиону удалось сделать «дубль». Игра, планировавшаяся 11 октября в Электростали, прошла в Новокузнецке, куда СКА МВО прибыл для проведения 15-16 октября первых игр чемпионата.

## Список участников
| Команды класса «А» (Вторая группа) | Команды класса «А» (Вторая группа) | Команды класса «А» (Вторая группа)                                                                                               |
| --- | --- | --- |
| - «Водник» Тюмень - «Вымпел» Междуреченск - «Динамо» Ленинград - «Ермак» Ангарск - «Звезда» Чебаркуль - «Каучук» Омск - «Локомотив» Омск - «Металлург» Новокузнецк | - «Металлург» Серов - «Металлург» Челябинск - «Металлург» Череповец - «Мотор» Барнаул - «Олимпия» Кирово-Чепецк - «Прогресс» Глазов - «Сельхозвузовец» Челябинск - «Станкостроитель» Рязань | - «Торпедо» Подольск - «Торпедо» Ярославль - «Шахтёр» Прокопьевск - СКА Калинин - СКА Куйбышев - СКА Новосибирск - СКА Хабаровск |

## 1/16 финала
| 03.10.1970 | СКА Куйбышев            | СКА Калинин                | 1:4 |
| 18.11.1970 | «Ермак» Ангарск         | СКА Хабаровск              | 2:1 |
| 18.11.1970 | «Металлург» Новокузнецк | «Вымпел» Междуреченск      | 5:1 |
| 18.11.1970 | «Водник» Тюмень         | «Мотор» Барнаул            | 6:5 |
| 04.12.1970 | «Звезда» Чебаркуль      | «Сельхозвузовец» Челябинск | 3:2 |
| 08.12.1970 | «Прогресс» Глазов       | «Олимпия» Кирово-Чепецк    | 4:1 |
| 04.02.1971 | «Динамо» Ленинград      | «Торпедо» Ярославль        | 7:2 |

## 1/8 финала
| 06.12.1970 | СКА Калинин             | «Станкостроитель» Рязань | 7:3 |
| 07.01.1971 | «Водник» Тюмень         | «Локомотив» Омск         | 6:3 |
| 10.01.1971 | «Каучук» Омск           | «Металлург» Серов        | 7:3 |
| 01.03.1971 | «Динамо» Ленинград      | «Торпедо» Подольск       | 4:6 |
| 14.03.1971 | «Металлург» Новокузнецк | «Шахтёр» Прокопьевск     | +:- |
| 31.03.1971 | «Прогресс» Глазов       | «Металлург» Череповец    | 3:5 |
| ??.??.197? | «Звезда» Чебаркуль      | «Металлург» Челябинск    | +:- |
| ??.??.197? | СКА Новосибирск         | «Ермак» Ангарск          | +:- |

## 1/4 финала
| 26.02.1971 | «Водник» Тюмень         | «Каучук» Омск      | 2:5 |
| 27.03.1971 | «Металлург» Новокузнецк | СКА Новосибирск    | 7:2 |
| ??.??.1971 | «Торпедо» Подольск      | СКА Калинин        | 3:4 |
| 23.04.1971 | «Металлург» Череповец   | «Звезда» Чебаркуль | +:- |

## 1/2 финала
| 30.03.1971 | «Каучук» Омск         | «Металлург» Новокузнецк | 10:3 |
| 03.10.1971 | «Металлург» Череповец | СКА МВО Калинин         | 2:4  |

## Финал
| 12.10.1971 | СКА МВО Калинин | 7:2 (0:2, 4:0, 3:1) | «Каучук» Омск | Стадион «Металлург», Новокузнецк Зрителей: 325 |

| Отчёт | Отчёт | Отчёт               | Отчёт | Отчёт |  |
| --- | --- | ------------------- | ----- | ----- |  |
| | |                     |       |       |  |
| | Геннадий Лапшенков | Вратари             | –     |       |  |
| | Голы: |                     |       |       |  |
| В.Сорокин – 3, К.Меньшиков – 2, А.Залогин, Е.Сысоев | – | С.Рубан, Л.Мухлёнов |       |       |  |
| | |                     |       |       |  |
| | |                     |       |       |  |
| | |                     |       |       |  |
| | |                     |       |       |  |
| | |                     |       |       |  |
| | |                     |       |       |  |
| | Олег Зайцев | Тренер              |       |       |  |
| Ю.Тюрин - С.Горлов, С.Глухов - К.Меньшиков, С.Тыжных - А.Шалаев; А.Баканов - А.Залогин - С.Бокачёв, В.Сорокин - Е.Сысоев - А.Баринев, О.Бубнов - А.Данько - А.Прудников, А.Насонов | Ю.Тюрин - С.Горлов, С.Глухов - К.Меньшиков, С.Тыжных - А.Шалаев; А.Баканов - А.Залогин - С.Бокачёв, В.Сорокин - Е.Сысоев - А.Баринев, О.Бубнов - А.Данько - А.Прудников, А.Насонов | Состав              |       |       |  |